# Gialacuta
Gialacuta – wieś w Rumunii, w okręgu Hunedoara, w gminie Brănișca. W 2011 roku liczyła 10 mieszkańców.